# Psychografie
Psychografie je disciplína zabývající se analýzou a klasifikací charakteristik, zájmů, hodnot a chování lidí pro účely v oblasti marketingu, sociologie a psychologie. Tato oblast studuje psychické faktory, které ovlivňují rozhodování, preference a postoje jednotlivců či skupin. Psychografické údaje jsou údaje o postojích, zájmech a názorech lidí, které umožňují seskupovat spotřebitele do podobných skupin na základě životního stylu a společných osobnostních rysů. Tento termín pochází z řeckých slov "psyche" (duše) a "grapho" (psát).

## Historie
Psychografie má kořeny v oblastech marketingového výzkumu a sociologie. Byla koncipována v 70. letech 20. století jako alternativa k tradičním demografickým metodám. V roce 2016 psychografie vstoupila do mainstreamu. Vznikla v reakci na potřebu porozumění zákazníkům a jejich chování v rámci trhu. V průběhu času se rozvinula do složitějších analýz zahrnujících i psychologické a sociologické aspekty.

## Principy a metody
Základním principem psychografie je sběr a analýza informací týkajících se osobních charakteristik, preferencí a vzorců chování. Metody sběru dat zahrnují ankety, dotazníky, průzkumy či sledování online aktivit. Analytické nástroje, jako segmentace trhu a faktorová analýza, pomáhají interpretovat a využít tyto informace. Psychografické profilování se obvykle provádí pomocí patentovaných technik vyvinutých soukromými výzkumnými firmami.

## Typy psychografických charakteristik
Psychografie se zaměřuje na rozdělení populace do skupin na základě různých charakteristik. Mezi tyto faktory patří:
- osobnostní typy

- životní styl
- hodnoty
- názory
- zájmy

Zkoumání výsledků šetření umožňuje lepší porozumění a cílení na specifické skupiny zákazníků.

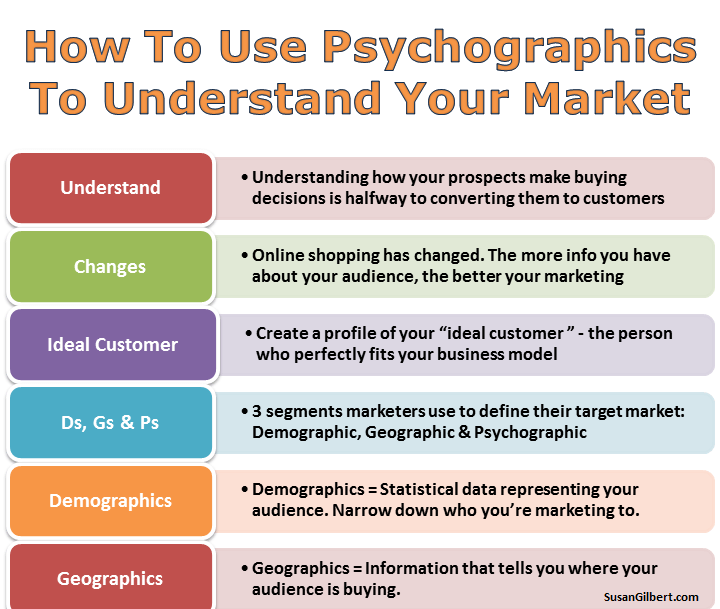
Různé použití psychografie v online marketingu

## Využití
V oblasti marketingu je psychografie klíčovým nástrojem pro vytváření cílených kampaní. Znalost psychografických profilů zákazníků umožňuje efektivnější oslovování a personalizaci reklam a nabídek. V sociologii a psychologii se využívá k pochopení skupinového chování a vzorců ve společnosti.